# Libro di Abdia
Il Libro di Abdia (in ebraico עובדיה‎?, obadiàh; in greco antico: Αβδιού?, abdiú; in latino Abdias) è un testo contenuto nella Bibbia ebraica (Tanakh) e cristiana.
È scritto in ebraico e, secondo l'ipotesi maggiormente condivisa dagli studiosi, la redazione del libro è avvenuta in Giudea poco dopo il 587 a.C.
È composto da soli 21 versetti che lo rendono il più breve testo dell'Antico Testamento e contiene oracoli del profeta Abdia contro Edom e circa la rivincita finale degli Israeliti.

## Autore
Non è da confondere con l'omonimo alto funzionario reale del tempo di Elia, sostenitore dei profeti (Primo libro dei Re 18,3), vissuto nel IX secolo a.C.

## Contesto storico
Il contesto storico nel quale è collocato è quello della caduta di Gerusalemme (587-586 a.C.) sotto l'esercito dei babilonesi. 
In quell'occasione un popolo confinante con gli Ebrei, ma ad essi sempre ostile, gli edomiti, aveva approfittato della caduta della città di Gerusalemme e dell'esilio degli abitanti per occupare la parte meridionale del territorio di cui questa città era la capitale. Molti ebrei, per sfuggire all'esercito del re babilonese Nabucodonosor, cercavano rifugio presso gli edomiti, ma questi, invece, diedero man forte agli invasori, partecipando attivamente al saccheggio della città e alla caccia ai fuggiaschi.
Il libro di Abdia, perciò, rievoca questa dolorosa vicenda, utilizzando il genere dell'oracolo, cioè di un severo e forte pronunciamento del profeta, fatto nel nome del Signore.
Il popolo di Edom nel libro di Abdia viene chiamato con diversi nomi: "Esaù" (v. 6), "monte di Esaù" (v. 8,9,10,21) e "casa di Esaù" (v. 18).
Secondo i racconti patriarcali (vedi Genesi 25,24-30), Esaù è chiamato anche Edom. Edom/Esaù era il fratello di Giacobbe e si stabilì nella regione che da lui prese il nome – Idumea o Edom – e che è situata a sud della Giudea.
Questa regione montagnosa è qui chiamata col nome di "monti di Esaù". La sua capitale è Petra, una città costruita negli anfratti delle rocce di questa regione montagnosa. Petra era, perciò, simbolo di inaccessibilità e di sicurezza, tanto che il testo di Abdia la descrive personificandola, mentre si compiace della sua posizione tra le rocce, che la rendono inespugnabile:
Tu che abiti nei crepacci rocciosi e delle alture fai la tua dimora, dicendo in cuor tuo: Chi potrà gettarmi a terra? (3).
Ebbene, Dio demolirà questa città fortificata e l'abbatterà (15), perché lui solo è la "roccia" di Israele.
Mentre a consolare i deportati in Mesopotamia, costretti al lavoro coatto nel grande canale tra Babel e Nippur, c'era il grande profeta Ezechiele, tra i sopravvissuti ci fu il giovane Abdia, che proferì una dura minaccia contro gli edomiti insieme all'annuncio consolatorio della restaurazione di Gerusalemme, destinata ad accogliere il Messia.

## Struttura del libro
Secondo alcuni biblisti, il libro di Abdia si comporrebbe di due parti differenti: i vv. 1-14 e i vv. 15-21.
I versetti (1-14) contengono un oracolo contro Edom, mentre i versetti 15-21 contengono un oracolo sull'imminenza del Giorno del Signore, nel quale sarà ripristinata la giustizia: Israele verrà di nuovo in possesso del regno e gli Edomiti verranno puniti.
I primi dieci versetti dell'oracolo contro Edom (1-10) si ritrovano, con piccole varianti nel libro del profeta Geremia, (49,7-16).

## Dottrina
Abdia segue una linea religiosa tradizionale, il cui tema costante è l'affermazione dell'unicità di Dio, padrone assoluto di tutte le cose e giudice supremo, che punisce i peccatori e vendica le offese fatte al suo popolo. In questa conclusione ottimistica della "visione" di Abdia gli esegeti vedono il preannunzio di Gesù Cristo e della Chiesa.